# Star Trek: Voyager (knižní série)
Star Trek: Voyager je knižní série science fiction románů na motivy amerického televizního seriálu Star Trek: Vesmírná loď Voyager (vysílán 1995–2001). Knihy v anglickém originále vydává od roku 1995 americké nakladatelství Pocket Books, díla jsou licencována držitelem autorských práv, filmovým studiem Paramount Pictures. Jedná se o součást rozsáhlého fiktivního univerza Star Treku, Voyager je dějově zasazen především do 70. let 24. století. Hlavními hrdiny je posádka hvězdné lodě Spojené federace planet USS Voyager, které velí kapitán Kathryn Janewayová za pomoci prvního důstojníka Chakotaye.
V Česku jsou některé romány vydávány od roku 2003 nakladatelstvím Laser-books.

## Novelizace epizod
V průběhu vysílání seriálu byly ze scénářů vybraných epizod pořízeny románové přepisy. Celkem bylo takto vydáno pět novelizací, z nichž ve třech případech se jednalo o dvojepizody (včetně pilotní a závěrečné). Zbývající dva přepisy vznikly z běžných epizod „Vzpomínka“, kde hostovali Hikaru Sulu a Janice Randová z původního seriálu Star Trek, a „Svátek“. Česky vyšla pouze novelizace pilotního dvojdílu, která je také součástí číslované řady.
| Český název | Anglický název | Autor                | Vydáno v USA  | Vydáno v ČR | Překladatel | Nakladatelství v ČR | Televizní epizoda | Časový rámec děje |
| ----------- | -------------- | -------------------- | ------------- | ----------- | ----------- | ------------------- | ----------------- | ----------------- |
| Ochránce    | Caretaker      | L. A. Graf           | únor 1995     | 2003        | Radim Rouče | Laser-books         | „Ochránce“        | 2371              |
|             | Flashback      | Diane Carey          | říjen 1996    |             |             |                     | „Vzpomínka“       | 2293, 2373        |
|             | Day of Honor   | Michael Jan Friedman | listopad 1997 |             |             |                     | „Svátek“          | 2374              |
|             | Equinox        | Diane Carey          | říjen 1999    |             |             |                     | „Equinox“         | 2375, 2376        |
|             | Endgame        | Diane Carey          | červenec 2001 |             |             |                     | „Dohra“           | 2378, 2404        |

## Číslovaná řada
V rámci řady číslovaných románů vyšlo celkem 21 knih, které se odehrávají v mezerách mezi jednotlivých epizod televizního seriálu, přičemž většina z nich se odehrává v prvních dvou letech (2371 a 2372), respektive prvních dvou sezónách seriálu. Jako poslední byla vydána v roce 2000 trilogie Dark Matters, v ostatních případech se jedná o samostatné romány. Česky vyšly pouze první tři knihy, z nichž Ochránce je rovněž novelizací pilotní dvojepizody seriálu.
| Číslo | Český název | Anglický název                    | Autor                                                          | Vydáno v USA  | Vydáno v ČR | Překladatel | Nakladatelství v ČR | Časový rámec děje |
| ----- | ----------- | --------------------------------- | -------------------------------------------------------------- | ------------- | ----------- | ----------- | ------------------- | ----------------- |
| 1     | Ochránce    | Caretaker                         | L. A. Graf                                                     | únor 1995     | 2003        | Radim Rouče | Laser-books         | 2371              |
| 2     | Únik        | The Escape                        | Dean Wesley Smith, Kristine Kathryn Rusch                      | květen 1995   | 2004        | Jakub Marek | Laser-books         | 2371              |
| 3     | Ragnarök    | Ragnarok                          | Nathan Archer                                                  | červenec 1995 | 2007        | Jakub Marek | Laser-books         | 2371              |
| 4     |             | Violations                        | Susan Wright                                                   | září 1995     |             |             |                     | 2371              |
| 5     |             | Incident at Arbuk                 | John Gregory Betancourt                                        | listopad 1995 |             |             |                     | 2371              |
| 6     |             | The Murdered Sun                  | Christie Golden                                                | únor 1996     |             |             |                     | 2371              |
| 7     |             | Ghost of a Chance                 | Mark A. Garland, Charles G. McGraw                             | duben 1996    |             |             |                     | 2372              |
| 8     |             | Cybersong                         | S. N. Lewitt                                                   | červen 1996   |             |             |                     | 2372              |
| 9     |             | Invasion! #4: The Final Fury      | Dafydd ab Hugh                                                 | srpen 1996    |             |             |                     | 2371              |
| 10    |             | Bless the Beasts                  | Karen Haber                                                    | listopad 1996 |             |             |                     | 2372              |
| 11    |             | The Garden                        | Melissa Scott                                                  | únor 1997     |             |             |                     | 2372              |
| 12    |             | Chrysalis                         | David Niall Wilson                                             | březen 1997   |             |             |                     | 2372              |
| 13    |             | The Black Shore                   | Greg Cox                                                       | květen 1997   |             |             |                     | 2372              |
| 14    |             | Marooned                          | Christie Golden                                                | prosinec 1997 |             |             |                     | 2373              |
| 15    |             | Echoes                            | Dean Wesley Smith, Kristine Kathryn Rusch, Nina Kiriki Hoffman | leden 1998    |             |             |                     | 2373              |
| 16    |             | Seven of Nine                     | Christie Golden                                                | září 1998     |             |             |                     | 2374              |
| 17    |             | Death of a Neutron Star           | Eric Kotani, Dean Wesley Smith                                 | březen 1999   |             |             |                     | 2375              |
| 18    |             | Battle Lines                      | Dave Galanter, Greg Brodeur                                    | květen 1999   |             |             |                     | 2375              |
| 19    |             | Dark Matters #1: Cloak and Dagger | Christie Golden                                                | listopad 2000 |             |             |                     | 2376              |
| 20    |             | Dark Matters #2: Ghost Dance      | Christie Golden                                                | listopad 2000 |             |             |                     | 2376              |
| 21    |             | Dark Matters #3: Shadow of Heaven | Christie Golden                                                | prosinec 2000 |             |             |                     | 2376              |

## Nečíslované romány
Rozsáhlejší romány byly vydávány v rámci nečíslované řady, v rámci níž vyšlo celkem 12 knih. Romány Mosaic a Pathways napsala Jeri Taylorová, tvůrkyně a producentka televizního seriálu, a popisují příběhy důstojníků Voyageru předtím, než se setkali na lodi. Protože z nich čerpali i scenáristé, jsou obě knihy považovány za částečně kanonické. Román Captain Proton: Defender of the Earth se odehrává ve fiktivním (pro postavy Voyageru) vesmíru kapitána Protona, jehož příběhy jsou součástí databáze v simulátoru na palubě lodi. Kniha Distant Shores je antologie povídek. Česky vyšly pouze první dvě kniha z trilogie Teorie strun, romány Koheze a Fúze.
| Český název              | Anglický název                        | Autor                                     | Vydáno v USA  | Vydáno v ČR | Překladatel      | Nakladatelství v ČR | Časový rámec děje                  |
| ------------------------ | ------------------------------------- | ----------------------------------------- | ------------- | ----------- | ---------------- | ------------------- | ---------------------------------- |
|                          | Mosaic                                | Jeri Taylor                               | říjen 1996    |             |                  |                     | 2339–2372                          |
|                          | Day of Honor #3: Her Klingon Soul     | Michael Jan Friedman                      | říjen 1997    |             |                  |                     | 2372                               |
|                          | The Captain's Table #4: Fire Ship     | Diane Carey                               | červenec 1998 |             |                  |                     | 2374                               |
|                          | Pathways                              | Jeri Taylor                               | srpen 1998    |             |                  |                     | různé, během 24. století           |
|                          | Captain Proton: Defender of the Earth | Dean Wesley Smith                         | listopad 1999 |             |                  |                     | 1939 (ve vesmíru kapitána Protona) |
|                          | Section 31 #3: Shadow                 | Dean Wesley Smith, Kristine Kathryn Rusch | květen 2001   |             |                  |                     | 2375                               |
|                          | Gateways #5: No Man's Land            | Christie Golden                           | říjen 2001    |             |                  |                     | ?                                  |
|                          | The Nanotech War                      | Steven Piziks                             | listopad 2002 |             |                  |                     | 2375                               |
| Teorie strun #1: Koheze  | String Theory #1: Cohesion            | Jeffrey Lang                              | červen 2005   | 2008        | Mirka Dřínková   | Laser-books         | 2374                               |
| Teorie strun #2: Fúze    | String Theory #2: Fusion              | Kirsten Beyer                             | říjen 2005    | 2011        | Mirka Dřínková   | Laser-books         | 2375                               |
|                          | Distant Shores                        | různí                                     | listopad 2005 |             |                  |                     | různé                              |
| Teorie strun #3: Evoluce | String Theory #3: Evolution           | Heather Jarman                            | únor 2006     | srpen 2018  | Mirka Palkosková | Brokilon            | 2375                               |

## „Relaunch“Voyageru
Období po roce 2378, kdy se odehrává závěrečná dvojepizoda „Dohra“, je kvůli rozdílným osudům posádky Voyageru označováno jako „relaunch“ (nový start). První román z tohoto období byl vydán v roce 2003, vydávání řady dosud pokračuje.
| Český název      | Anglický název                    | Autor           | Vydáno v USA  | Vydáno v ČR   | Překladatel      | Nakladatelství v ČR | Časový rámec děje |
| ---------------- | --------------------------------- | --------------- | ------------- | ------------- | ---------------- | ------------------- | ----------------- |
|                  | Homecoming                        | Christie Golden | červen 2003   |               |                  |                     | 2378              |
|                  | The Farther Shore                 | Christie Golden | červenec 2003 |               |                  |                     | 2378              |
|                  | Spirit Walk #1: Old Wounds        | Christie Golden | listopad 2004 |               |                  |                     | 2378              |
|                  | Spirit Walk #2: Enemy of My Enemy | Christie Golden | prosinec 2004 |               |                  |                     | 2378              |
| Kruh se uzavírá  | Full Circle                       | Kirsten Beyer   | březen 2009   | listopad 2019 | Mirka Palkosková | Laser-books         | 2378–2381         |
| Nehodni          | Unworthy                          | Kirsten Beyer   | září 2009     | 2020          | Michaela Burock  | Laser-books         | 2381              |
| Děti bouře       | Children of the Storm             | Kirsten Beyer   | květen 2011   | 2021          | Michaela Burock  | Laser-books         | 2381              |
| Nekonečný příliv | The Eternal Tide                  | Kirsten Beyer   | srpen 2012    | 2022          | Michaela Burock  | Laser-books         | 2381              |
|                  | Protectors                        | Kirsten Beyer   | leden 2014    |               |                  |                     | 2381–2382         |
|                  | Acts of Contrition                | Kirsten Beyer   | září 2014     |               |                  |                     | 2382              |

## Starfleet Academy
Pro mladé čtenáře vycházela v roce 1997 číslovaná řada Starfleet Academy (celkem 3 číslované romány), která popisuje dobrodružství Kathryn Janewayové v době, kdy byla v mládí kadetem na Akademii Hvězdné flotily.
| Číslo | Anglický název    | Autor                               | Vydáno v USA | Časový rámec děje |
| ----- | ----------------- | ----------------------------------- | ------------ | ----------------- |
| 1     | Lifeline          | Bobbi JG Weiss, David Cody Weiss    | srpen 1997   | ?                 |
| 2     | The Chance Factor | Diana G. Gallagher, Martin R. Burke | září 1997    | 2353              |
| 3     | Quarantine        | Patricia Barnes-Svarney             | říjen 1997   | ?                 |